# Nikolay Smolnikov
Nikolay Smolnikov (in russo Николай Фёдорович Смольников?, Nikolaj Fëdorovič Smol'nikov; 10 marzo 1949) è un ex calciatore sovietico dal 1991 azero, di ruolo attaccante.

## Carriera

### Club
Durante la sua carriera ha giocato soltanto con il Neftchi Baku, con cui conta 81 reti in 339 presenze.

### Nazionale
Conta 3 presenze con la Nazionale sovietica.